# Suddivisione amministrativa dello Hubei
La provincia dello Hubei è suddivisa amministrativamente nei seguenti tre livelli:
- 13 prefetture (地区 dìqū)
  - 12 città con status di prefettura
  - 1 prefettura autonoma
- 102 contee (县 xiàn)
  - 24 città con status di contea (县级市 xiànjíshì)
  - 37 contee
  - 2 contee autonome (自治县 zìzhìxiàn)
  - 38 distretti (市辖区 shìxiáqū)
  - 1 distretto forestale
- 1220 città (镇 zhèn)
  - 733 città (镇 zhèn)
  - 201 comuni (乡 xiāng)
  - 9 comuni etnici (民族乡 mínzúxiāng)
  - 277 sotto-distretti (街道办事处 jiēdàobànshìchù)

| Prefettura                                                                                    | Contee, distretti e città          | Contee, distretti e città | Contee, distretti e città   |
| Prefettura                                                                                    | Nome                               | Cinese (S)                | Pinyin                      |
| --------------------------------------------------------------------------------------------- | ---------------------------------- | ------------------------- | --------------------------- |
| Wuhan 武汉市 Wǔhàn Shì                                                                        | Distretto di Jiang'an              | 江岸区                    | Jiāng'àn Qū                 |
| Wuhan 武汉市 Wǔhàn Shì                                                                        | Distretto di Jianghan              | 江汉区                    | Jiānghàn Qū                 |
| Wuhan 武汉市 Wǔhàn Shì                                                                        | Distretto di Qiaokou               | 硚口区                    | Qiáokǒu Qū                  |
| Wuhan 武汉市 Wǔhàn Shì                                                                        | Distretto di Hanyang               | 汉阳区                    | Hànyáng Qū                  |
| Wuhan 武汉市 Wǔhàn Shì                                                                        | Distretto di Wuchang               | 武昌区                    | Wǔchāng Qū                  |
| Wuhan 武汉市 Wǔhàn Shì                                                                        | Distretto di Qingshan              | 青山区                    | Qīngshān Qū                 |
| Wuhan 武汉市 Wǔhàn Shì                                                                        | Distretto di Hongshan              | 洪山区                    | Hóngshān Qū                 |
| Wuhan 武汉市 Wǔhàn Shì                                                                        | Distretto di Dongxihu              | 东西湖区                  | Dōngxīhú Qū                 |
| Wuhan 武汉市 Wǔhàn Shì                                                                        | Distretto di Hannan                | 汉南区                    | Hànnán Qū                   |
| Wuhan 武汉市 Wǔhàn Shì                                                                        | Distretto di Caidian               | 蔡甸区                    | Càidiàn Qū                  |
| Wuhan 武汉市 Wǔhàn Shì                                                                        | Distretto di Jiangxia              | 江夏区                    | Jiāngxià Qū                 |
| Wuhan 武汉市 Wǔhàn Shì                                                                        | Distretto di Huangpi               | 黄陂区                    | Huángpí Qū                  |
| Wuhan 武汉市 Wǔhàn Shì                                                                        | Distretto di Xinzhou               | 新洲区                    | Xīnzhōu Qū                  |
| Shiyan 十堰市 Shíyàn Shì                                                                      | Distretto di Zhangwan              | 张湾区                    | Zhāngwān Qū                 |
| Shiyan 十堰市 Shíyàn Shì                                                                      | Distretto di Maojian               | 茅箭区                    | Máojiàn Qū                  |
| Shiyan 十堰市 Shíyàn Shì                                                                      | Distretto di Yunyang               | 郧阳区                    | Yúyáng Qū                   |
| Shiyan 十堰市 Shíyàn Shì                                                                      | Danjiangkou                        | 丹江口市                  | Dānjiāngkǒu Shì             |
| Shiyan 十堰市 Shíyàn Shì                                                                      | Contea di Yun                      | 郧县                      | Yún Xiàn                    |
| Shiyan 十堰市 Shíyàn Shì                                                                      | Contea di Zhushan                  | 竹山县                    | Zhúshān Xiàn                |
| Shiyan 十堰市 Shíyàn Shì                                                                      | Contea di Fang                     | 房县                      | Fáng Xiàn                   |
| Shiyan 十堰市 Shíyàn Shì                                                                      | Contea di Yunxi                    | 郧西县                    | Yúnxī Xiàn                  |
| Shiyan 十堰市 Shíyàn Shì                                                                      | Contea di Zhuxi                    | 竹溪县                    | Zhúxī Xiàn                  |
| Xiangyang 襄阳市 Xiāngyang Shì                                                                | Distretto di Xiangcheng            | 襄城区                    | Xiāngchéng Qū               |
| Xiangyang 襄阳市 Xiāngyang Shì                                                                | Distretto di Fancheng              | 樊城区                    | Fánchéng Qū                 |
| Xiangyang 襄阳市 Xiāngyang Shì                                                                | Distretto di Xiangyang             | 襄阳区                    | Xiāngyáng Qū                |
| Xiangyang 襄阳市 Xiāngyang Shì                                                                | Laohekou                           | 老河口市                  | Lǎohékǒu Shì                |
| Xiangyang 襄阳市 Xiāngyang Shì                                                                | Zaoyang                            | 枣阳市                    | Zǎoyáng Shì                 |
| Xiangyang 襄阳市 Xiāngyang Shì                                                                | Yicheng                            | 宜城市                    | Yíchéng Shì                 |
| Xiangyang 襄阳市 Xiāngyang Shì                                                                | Contea di Nanzhang                 | 南漳县                    | Nánzhāng Xiàn               |
| Xiangyang 襄阳市 Xiāngyang Shì                                                                | Contea di Gucheng                  | 谷城县                    | Gǔchéng Xiàn                |
| Xiangyang 襄阳市 Xiāngyang Shì                                                                | Contea di Baokang                  | 保康县                    | Bǎokāng Xiàn                |
| Jingmen 荆门市 Jīngmén Shì                                                                    | Distretto di Dongbao               | 东宝区                    | Dōngbǎo Qū                  |
| Jingmen 荆门市 Jīngmén Shì                                                                    | Distretto di Duodao                | 掇刀区                    | Duōdāo Qū                   |
| Jingmen 荆门市 Jīngmén Shì                                                                    | Zhongxiang                         | 钟祥市                    | Zhōngxiáng Shì              |
| Jingmen 荆门市 Jīngmén Shì                                                                    | Contea di Shayang                  | 沙洋县                    | Shāyáng Xiàn                |
| Jingmen 荆门市 Jīngmén Shì                                                                    | Jingshan                           | 京山市                    | Jīngshān Shì                |
| Xiaogan 孝感市 Xiàogǎn Shì                                                                    | Distretto di Xiaonan               | 孝南区                    | Xiàonán Qū                  |
| Xiaogan 孝感市 Xiàogǎn Shì                                                                    | Yingcheng                          | 应城市                    | Yìngchéng Shì               |
| Xiaogan 孝感市 Xiàogǎn Shì                                                                    | Anlu                               | 安陆市                    | Ānlù Shì                    |
| Xiaogan 孝感市 Xiàogǎn Shì                                                                    | Hanchuan                           | 汉川市                    | Hànchuān Shì                |
| Xiaogan 孝感市 Xiàogǎn Shì                                                                    | Contea di Xiaochang                | 孝昌县                    | Xiàochāng Xiàn              |
| Xiaogan 孝感市 Xiàogǎn Shì                                                                    | Contea di Dawu                     | 大悟县                    | Dàwù Xiàn                   |
| Xiaogan 孝感市 Xiàogǎn Shì                                                                    | Contea di Yunmeng                  | 云梦县                    | Yúnmèng Xiàn                |
| Huanggang 黄冈市 Huánggāng Shì                                                                | Distretto di Huangzhou             | 黄州区                    | Huángzhōu Qū                |
| Huanggang 黄冈市 Huánggāng Shì                                                                | Macheng                            | 麻城市                    | Máchéng Shì                 |
| Huanggang 黄冈市 Huánggāng Shì                                                                | Wuxue                              | 武穴市                    | Wǔxué Shì                   |
| Huanggang 黄冈市 Huánggāng Shì                                                                | Contea di Hong'an                  | 红安县                    | Hóng'ān Xiàn                |
| Huanggang 黄冈市 Huánggāng Shì                                                                | Contea di Luotian                  | 罗田县                    | Luótián Xiàn                |
| Huanggang 黄冈市 Huánggāng Shì                                                                | Contea di Yingshan                 | 英山县                    | Yīngshān Xiàn               |
| Huanggang 黄冈市 Huánggāng Shì                                                                | Contea di Xishui                   | 浠水县                    | Xīshuǐ Xiàn                 |
| Huanggang 黄冈市 Huánggāng Shì                                                                | Contea di Qichun                   | 蕲春县                    | Qíchūn Xiàn                 |
| Huanggang 黄冈市 Huánggāng Shì                                                                | Contea di Huangmei                 | 黄梅县                    | Huángméi Xiàn               |
| Huanggang 黄冈市 Huánggāng Shì                                                                | Contea di Tuanfeng                 | 团风县                    | Tuánfēng Xiàn               |
| Ezhou 鄂州市 Èzhōu Shì                                                                        | Distretto di Echeng                | 鄂城区                    | Èchéng Qū                   |
| Ezhou 鄂州市 Èzhōu Shì                                                                        | Distretto di Liangzihu             | 梁子湖区                  | Liángzǐhú Qū                |
| Ezhou 鄂州市 Èzhōu Shì                                                                        | Distretto di Huarong               | 华容区                    | Huáróng Qū                  |
| Huangshi 黄石市 Huángshí Shì                                                                  | Distretto di Huangshigang          | 黄石港区                  | Huángshígǎng Qū             |
| Huangshi 黄石市 Huángshí Shì                                                                  | Distretto di Xisaishan             | 西塞山区                  | Xīsàishān Qū                |
| Huangshi 黄石市 Huángshí Shì                                                                  | Distretto di Xialu                 | 下陆区                    | Xiàlù Qū                    |
| Huangshi 黄石市 Huángshí Shì                                                                  | Distretto di Tieshan               | 铁山区                    | Tiěshān Qū                  |
| Huangshi 黄石市 Huángshí Shì                                                                  | Daye                               | 大冶市                    | Dàyě Shì                    |
| Huangshi 黄石市 Huángshí Shì                                                                  | Contea di Yangxin                  | 阳新县                    | Yángxīn Xiàn                |
| Xianning 咸宁市 Xiánníng Shì                                                                  | Distretto di Xian'an               | 咸安区                    | Xián'ān Qū                  |
| Xianning 咸宁市 Xiánníng Shì                                                                  | Chibi                              | 赤壁市                    | Chìbì Shì                   |
| Xianning 咸宁市 Xiánníng Shì                                                                  | Contea di Jiayu                    | 嘉鱼县                    | Jiāyú Xiàn                  |
| Xianning 咸宁市 Xiánníng Shì                                                                  | Contea di Tongcheng                | 通城县                    | Tōngchéng Xiàn              |
| Xianning 咸宁市 Xiánníng Shì                                                                  | Contea di Chongyang                | 崇阳县                    | Chóngyáng Xiàn              |
| Xianning 咸宁市 Xiánníng Shì                                                                  | Contea di Tongshan                 | 通山县                    | Tōngshān Xiàn               |
| Jingzhou 荆州市 Jīngzhōu Shì                                                                  | Distretto di Shashi                | 沙市区                    | Shāshì Qū                   |
| Jingzhou 荆州市 Jīngzhōu Shì                                                                  | Distretto di Jingzhou              | 荆州区                    | Jīngzhōu Qū                 |
| Jingzhou 荆州市 Jīngzhōu Shì                                                                  | Contea di Jiangling                | 江陵县                    | Jiānglíng Xiàn              |
| Jingzhou 荆州市 Jīngzhōu Shì                                                                  | Contea di Gong'an                  | 公安县                    | Gōng'ān Xiàn                |
| Jingzhou 荆州市 Jīngzhōu Shì                                                                  | Shishou                            | 石首市                    | Shíshǒu Shì                 |
| Jingzhou 荆州市 Jīngzhōu Shì                                                                  | Honghu                             | 洪湖市                    | Hónghú Shì                  |
| Jingzhou 荆州市 Jīngzhōu Shì                                                                  | Songzi                             | 松滋市                    | Sōngzī Shì                  |
| Jingzhou 荆州市 Jīngzhōu Shì                                                                  | Jianli                             | 监利市                    | Jiānlì Shì                  |
| Yichang 宜昌市 Yíchāng Shì                                                                    | Distretto di Xiling                | 西陵区                    | Xīlíng Qū                   |
| Yichang 宜昌市 Yíchāng Shì                                                                    | Distretto di Wujiagang             | 伍家岗区                  | Wǔjiāgǎng Qū                |
| Yichang 宜昌市 Yíchāng Shì                                                                    | Distretto di Dianjun               | 点军区                    | Diǎnjūn Qū                  |
| Yichang 宜昌市 Yíchāng Shì                                                                    | Distretto di Xiaoting              | 猇亭区                    | Xiāotíng Qū                 |
| Yichang 宜昌市 Yíchāng Shì                                                                    | Distretto di Yiling                | 夷陵区                    | Yílíng Qū                   |
| Yichang 宜昌市 Yíchāng Shì                                                                    | Contea di Yuan'an                  | 远安县                    | Yuǎn'ān Xiàn                |
| Yichang 宜昌市 Yíchāng Shì                                                                    | Contea di Xingshan                 | 兴山县                    | Xīngshān Xiàn               |
| Yichang 宜昌市 Yíchāng Shì                                                                    | Contea di Zigui                    | 秭归县                    | Zǐguī Xiàn                  |
| Yichang 宜昌市 Yíchāng Shì                                                                    | Contea autonoma tujia di Changyang | 长阳土家族自治县          | Chángyáng Tǔjiāzú Zìzhìxiàn |
| Yichang 宜昌市 Yíchāng Shì                                                                    | Contea autonoma tujia di Wufeng    | 五峰土家族自治县          | Wǔfēng Tǔjiāzú Zìzhìxiàn    |
| Yichang 宜昌市 Yíchāng Shì                                                                    | Yidu                               | 宜都市                    | Yídū Shì                    |
| Yichang 宜昌市 Yíchāng Shì                                                                    | Dangyang                           | 当阳市                    | Dāngyáng Shì                |
| Yichang 宜昌市 Yíchāng Shì                                                                    | Zhijiang                           | 枝江市                    | Zhījiāng Shì                |
| Suizhou 随州市 Suízhōu Shì                                                                    | Distretto di Zengdu                | 曾都区                    | Zēngdū Qū                   |
| Suizhou 随州市 Suízhōu Shì                                                                    | Contea di Sui                      | 随县                      | Suíxiàn                     |
| Suizhou 随州市 Suízhōu Shì                                                                    | Guangshui                          | 广水市                    | Guǎngshuǐ Shì               |
| Prefettura autonoma tujia e miao di Enshi 恩施土家族苗族自治州 Ēnshī Tǔjiāzú Miáozú Zìzhìzhōu | Contea di Jianshi                  | 建始县                    | Jiànshǐ Xiàn                |
| Prefettura autonoma tujia e miao di Enshi 恩施土家族苗族自治州 Ēnshī Tǔjiāzú Miáozú Zìzhìzhōu | Contea di Badong                   | 巴东县                    | Bādōng Xiàn                 |
| Prefettura autonoma tujia e miao di Enshi 恩施土家族苗族自治州 Ēnshī Tǔjiāzú Miáozú Zìzhìzhōu | Contea di Xuan'en                  | 宜恩县                    | Yí'ēn Xiàn                  |
| Prefettura autonoma tujia e miao di Enshi 恩施土家族苗族自治州 Ēnshī Tǔjiāzú Miáozú Zìzhìzhōu | Contea di Xianfeng                 | 咸丰县                    | Xiánfēng Xiàn               |
| Prefettura autonoma tujia e miao di Enshi 恩施土家族苗族自治州 Ēnshī Tǔjiāzú Miáozú Zìzhìzhōu | Contea di Laifeng                  | 来凤县                    | Láifèng Xiàn                |
| Prefettura autonoma tujia e miao di Enshi 恩施土家族苗族自治州 Ēnshī Tǔjiāzú Miáozú Zìzhìzhōu | Contea di Hefeng                   | 鹤峰县                    | Hèfēng Xiàn                 |
| Prefettura autonoma tujia e miao di Enshi 恩施土家族苗族自治州 Ēnshī Tǔjiāzú Miáozú Zìzhìzhōu | Enshi                              | 恩施市                    | Ēnshī Shì                   |
| Prefettura autonoma tujia e miao di Enshi 恩施土家族苗族自治州 Ēnshī Tǔjiāzú Miáozú Zìzhìzhōu | Lichuan                            | 利川市                    | Lìchuān Shì                 |
| Amministrati direttamente                                                                     | Xiantao                            | 仙桃市                    | Xiāntáo Shì                 |
| Amministrati direttamente                                                                     | Tianmen                            | 天门市                    | Tiānmén Shì                 |
| Amministrati direttamente                                                                     | Qianjiang                          | 潜江市                    | Qiánjiāng Shì               |
| Amministrati direttamente                                                                     | Distretto forestale di Shennongjia | 神农架林区                | Shénnóngjià Línqū           |